# Interazione RKKY
RKKY è l'acronimo di Ruderman-Kittel-Kasuya-Yosida e si riferisce al meccanismo di accoppiamento dei momenti magnetici nucleari o degli spin degli elettroni localizzati nelle shell interne d o f in un metallo per mezzo di un'interazione con gli elettroni di conduzione.
L'interazione RKKY venne proposta da M.A. Ruderman e Charles Kittel dell'Università della California (Berkeley) al fine di spiegare le strane larghe linee della risonanza magnetica nucleare (NMR) osservate nell'argento metallico naturale. Il fenomeno viene spiegato utilizzando la teoria delle perturbazioni al second'ordine, descrivendo l'accoppiamento di scambio indiretto in cui lo spin nucleare di un atomo interagisce con un elettrone di conduzione attraverso l'interazione iperfine e quest'elettrone di conduzione può quindi interagire con un altro spin nucleare creando un'energia di correlazione tra i due spin nucleari. (In alternativa possono accoppiarsi gli spin degli elettroni interni con gli spin degli elettroni di conduzione attraverso l'interazione di scambio.). La teoria si basa sulle funzioni d'onda di Bloch e si può applicare solo ai sistemi cristallini, descritti dal Reticolo di Bravais. L'interazione di scambio derivata dalla teoria RKKY è:
{\displaystyle H(\mathbf {R} _{ij})={\frac {\mathbf {I} _{i}\cdot \mathbf {I} _{j}}{4}}{\frac {\left|\Delta k_{m}k_{m}\right|^{2}m^{*}}{(2\pi )^{3}R_{ij}^{4}\hbar ^{2}}}\left[2k_{m}R_{ij}\cos(2k_{m}R_{ij})-\sin(2k_{m}R_{ij})\right]}
in cui H è l'Hamiltoniana molecolare, {\displaystyle R_{ij}} è la distanza fra i nuclei i e j, {\displaystyle \mathbf {I} _{i}} è lo spin nucleare dell'atomo i, {\displaystyle \Delta k_{m}k_{m}} è un termine che rappresenta la forza dell'interazione iperfine, {\displaystyle m^{*}} è la massa effettiva degli elettroni nel cristallo, e {\displaystyle k_{m}} è il vettore d'onda degli elettroni di conduzione. Nei materiali cristallini i vettori d'onda degli elettroni di conduzione sono molto vicini alla superficie di Fermi.
Tadao Kasuya dell'Università di Nagoya propose che un tale accoppiamento di scambio indiretto potesse essere applicato agli spin degli elettroni interni delle shell d localizzati che interagiscono fra di loro per mezzo degli elettroni di conduzione. Questa teoria fu sviluppata ulteriormente da Kei Yosida dell'Università della California (Berkeley), suggerendo un'Hamiltoniana che descrive le interazioni: (spin elettrone della shell d)-(spin elettrone della shell d), (spin elettrone della shell d)-(spin nucleare), (spin nucleare)-(spin nucleare). van Vleck perfezionò la teoria. 
L'applicazione più significativa della teoria RKKY è la teoria della magnetoresistenza gigante (GMR). GMR fu scoperta quando si scoprì che l'accoppiamento fra strati sottili di materiali magnetici separati da materiali non magnetici oscillava fra ferromagnetico e antiferromagnetico in funzione della distanza fra gli strati di materiali.

## Riferimenti
1. M.A. Ruderman and C. Kittel, Phys. Rev. 96, 99 (1954).
2. T. Kasuya, Prog. Theor. Phys. 16, 45 (1956).
3. K. Yosida, Phys. Rev. 106, 893 (1957).
4. J. H. Van Vleck. Reviews of Modern Physics 34, 681-686 (1962).